# Bcl-2-Antagonist-of-Cell-Death
Bcl-2-Antagonist of Cell Death (BAD) ist ein pro-apoptotisches Protein der Bcl-2-Familie.
Seine Wirkung entfaltet es dadurch, dass es ein apoptose-inhibierendes Protein bindet und deaktiviert. Wenn BAD von der Proteinkinase B phosphoryliert wird (in einem Signalweg durch PI 3-Kinase initiiert), kann es das apoptose-inhibierende Protein nicht mehr binden.